# Davy Pröpper
David Pröpper, dit Davy Pröpper, est un ancien milieu de terrain néerlandais, né le 2 septembre 1991 à Arnhem aux Pays-Bas.

## Biographie

### En club
Davy Pröpper marque son premier but dans le championnat des Pays-Bas le 14 août 2010, lors d'une défaite du Vitesse Arnhem sur la pelouse de l'Ajax Amsterdam (défaite 4-2). Il inscrit son premier doublé dans le championnat des Pays-Bas le 7 décembre 2013, lors d'une large victoire du Vitesse sur la pelouse du PSV Eindhoven (score : 2-6).
Transféré lors de l'été 2015 au PSV Eindhoven, il inscrit dix buts en première division néerlandaise avec cette équipe lors de la saison 2015-2016. Lors de cette saison, il est l'auteur d'un doublé sur la pelouse du De Graafschap Doetinchem. Le 31 juillet 2016, il est l'auteur de l'unique but de la rencontre lors de la Supercoupe des Pays-Bas 2016 remportée face au Feyenoord Rotterdam.
Avec le PSV, il participe à la phase de groupe de la Ligue des champions lors des saisons 2015-2016 et 2016-2017. En Coupe d'Europe, il s'illustre face aux clubs russes, avec un but inscrit en décembre 2015 lors de la réception du CSKA Moscou, puis un second but inscrit en septembre 2016 sur la pelouse du FK Rostov. Le PSV atteint les huitièmes de finale de la Ligue des champions en 2016, en étant éliminé après une séance de tirs au but par l'Atlético de Madrid.
Le 7 août 2017, il rejoint le club anglais de Brighton, équipe évoluant au sein de la prestigieuse Premier League.
Le 23 juin 2021, il s'engage de nouveau avec le PSV Eindhoven. Mais, le 4 janvier 2022, le club néerlandais annonce la retraite de son joueur âgé de 30 ans par un communiqué. Davy Pröpper explique sa décision par la « perte de la joie de jouer au football » ainsi que par l'isolement social engendré par la pandémie de Covid-19.

### En équipe nationale
Avec les moins de 19 ans, il participe au championnat d'Europe des moins de 19 ans en 2010. Lors de cette compétition, il joue deux matchs, contre la France et l'Autriche.
Avec les espoirs, il inscrit un but lors d'un match amical contre l'Albanie en mai 2011.
Le 16 novembre 2013, il figure pour la première fois sur le banc des remplaçants de l'équipe nationale A, à l'occasion d'un match amical face au Japon (score : 2-2). Il fait ses débuts officiels en équipe nationale A le 5 juin 2015, en amical contre les États-Unis (défaite 3-4).
Le 3 septembre 2017, il inscrit ses deux premiers buts en sélection, contre la Bulgarie, à l'occasion des éliminatoires du mondial 2018 (victoire 3-1). Par la suite, le 7 octobre 2017, il inscrit son troisième but contre la Biélorussie, lors de ces mêmes éliminatoires (victoire 1-3).

## Palmarès
- Champion des Pays-Bas en 2016 avec le PSV Eindhoven
- Vainqueur de la Supercoupe des Pays-Bas en 2015 et 2016 avec le PSV Eindhoven